# Barbaiana
Barbaiana (Barbaiana in dialetto milanese) è la frazione principale del comune di Lainate. Un tempo municipio autonomo, è una parrocchia dal 1586.

## Geografia fisica
Saldamente ancorata alla strada del Sempione, dalla quale ha sempre tratto grande giovamento per le sue attività agricole e industriali, Barbaiana è protesa verso un territorio ricco e attivo che la circonda. Conta 5 737 abitanti (31/12/2009),13.077 comprese le vicine frazioni di Grancia (3.270 ab.) e Pagliera (4.070 ab.). Dista 3 km da Rho e 15 da Milano.

## Origini del nome
Secondo un'etimologia popolare, la parola "Barbaiana" sarebbe derivata dall'unione dei due termini "Barba" e "lana". Tra i due termini sarebbero state presenti, non chiaramente, una "i" e una "y"; dall'unione sarebbe scaturito Barba[i][y]ana.
Un'altra ipotesi di origine popolare afferma che Barbaiana deriva dall'espressione "Barba Giovanni". Barba è un appellativo dialettale di persona importante che gode di stima e di autorità. Non è da escludere che questa persona fosse un certo Giovanni (detto Barba), uno dei capostipiti della famiglia Girami che iniziò a stabilirsi a Barbaiana alla fine del Trecento.
Altre ipotesi sull'origine si appoggiano invece alla lingua latina e a studi di carattere più scientifico.
Quella più affascinante è che derivi dal latino barbarorum ianua ("porta dei barbari"), come a dire che da qui sarebbero entrati i barbari per conquistare altri territori.
Un'altra ipotesi avanzata dall'Olivieri, che predilige per i toponimi le etimologie latine e in particolare quelle prediali, vuole il nome della località derivato da Barbilius attraverso il latino Barbiliana, successivamente evolutosi nella forma attuale. Barbilius è un nome gentilizio latino appartenuto forse a colui cui il territorio oggi occupato dalla frazione fu assegnato ai tempi della centuriazione romana.

## Storia

### Le origini
Le prime notizie su Barbaiana si trovano negli Statuti delle acque e delle strade del contado di Milano del 1346, conservato presso la Biblioteca Trivulziana in una copia del XV secolo. Qui per la prima volta appare il nome del paese, indicato come "el loco de la barbayana", è inoltre indicata la dimensione del tratto della importante strada da Milano al lago Maggiore (la stessa che poi divenne la strada del Sempione) sottoposta alla manutenzione degli abitanti di Barbaiana, pari a 33 braccia (circa 20 m).
Barbaiana nel 1300 apparteneva alla Pieve di Nerviano. Gli abitanti di Barbaiana in quel periodo erano costretti, per seguire le funzioni religiose presso la chiesa di Nerviano, a guadare il fiume Olona.

### I Girami a Barbaiana, 1400
La storia di Barbaiana è strettamente legata a quella della famiglia Girami, che ha avuto le sue origini in provincia di Varese (Ottone Girami, 1173), ma che raggiunse il massimo splendore a Milano.
Proprio nel 1400 i Girami si spinsero fuori dalle mura di Milano per eseguire una serie di investimenti nella proprietà fondiaria.
Nel 1484 Bernardino Girami acquistò terreni a Barbaiana. Questi furono dedicati alla costruzione di un piccolo oratorio dedicato a San Bernardo, il primo centro religioso del borgo che stava nascendo.

### I primi insediamenti, 1500
All'inizio del Cinquecento i Girami erano in Barbaiana i "patroni" della piccola chiesa di San Bernardo, che però era formalmente sottoposta alla parrocchia di Vanzago, il cui parroco però ben raramente andava a celebrare a Barbaiana, dovendo anche — per farlo — attraversare l'Olona a guado. Perciò gli abitanti per i battesini, funerali e per seguire la messa erano costretti, pure a guado, a recarsi a Vanzago o Nerviano. Solo nel 1584, per ordine di Carlo Borromeo, Barbaiana fu costituita in parrocchia autonoma.
I Girami erano insediati in una masseria in località "Prevostina", con attorno un grande appezzamento di terreno, sul quale lavoravano numerosi contadini provenienti anche dai paesi vicini.

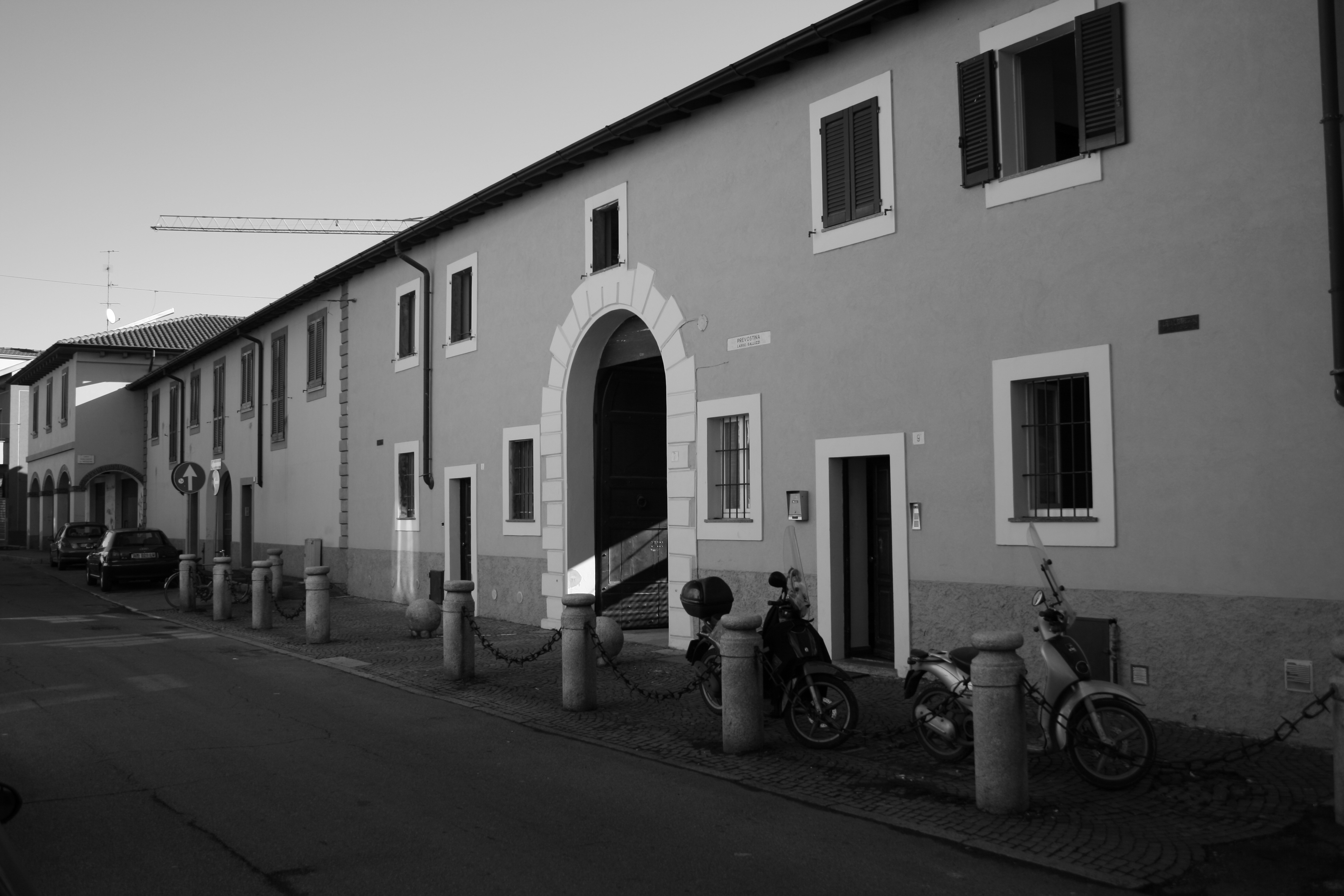
La Prevostina

Il nome "Prevostina" deriva da Prepositum, sede di un posto di blocco militare contro le invasioni dei barbari provenienti da nord. Una lapide inserita nel pavimento di fronte all'entrata, farebbe risalire la costruzione della Prevostina al 1575. Lo stile della costruzione è quello tipico della cascina lombarda.
Successivamente i Girami, ceduta la Prevostina, trasferirono la loro residenza in "Cantun giò" in un palazzo signorile. Il palazzo di chiaro aspetto cinquecentesco è stato demolito nel 2002.
Attorno al palazzo dei Girami nacquero i primi cortili di Barbaiana, tra i quali il "Cantun Giò" e il cortile dei "100 Person o 100 cùu".
Nel censimento del 1532, voluto dalle autorità della regione, a Barbaiana si contavano 10 focolari, ovvero 10 famiglie, ciò significa che erano presenti circa 100 abitanti.
Dai censimenti successivi si ebbero i seguenti risultati: nel 1621 gli abitanti erano 145, nel 1718 erano 179, 300 nel 1843 e alla fine dello stesso secolo se ne contavano circa 800.

### Barbaiana nel Seicento

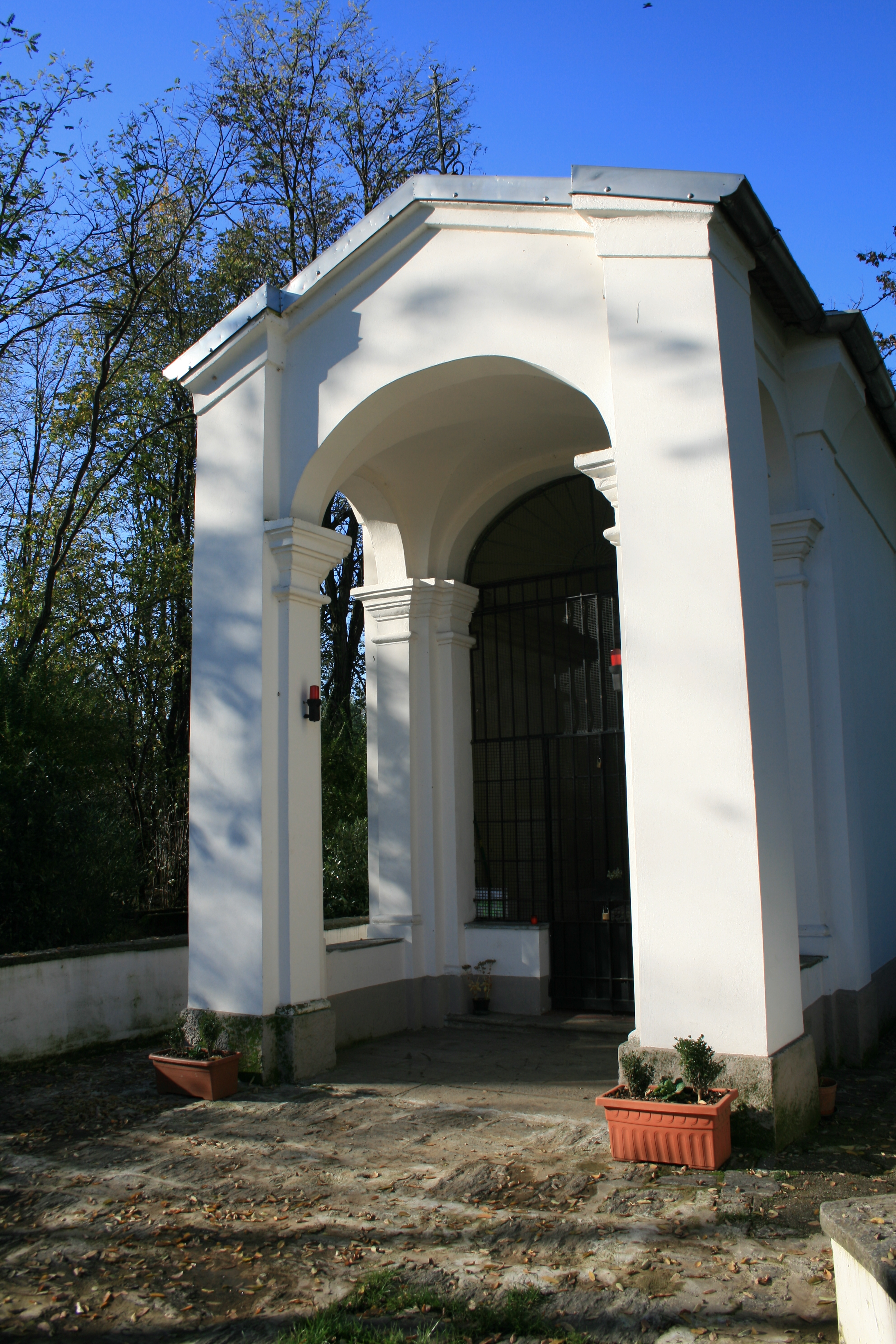
Il Lazzaretto

La forte pressione fiscale, conseguenza della dominazione spagnola, creò forti disagi soprattutto alla popolazione della città, questo spinse numerose famiglie a lasciare i centri urbani per insediarsi nelle realtà rurali.
Lo stesso accadde a Barbaiana, dove oltre al ceppo tradizionale costituito dai Girami, si insediò anche la famiglia Crescentini, proprietaria di un palazzo con giardino di fronte alla chiesa parrocchiale.
Nelle campagne la vita sembrava tranquilla, ma i contadini erano alle prese con difficoltà di ogni genere, quali ad esempio la dura imposizione fiscale del governo spagnolo e il susseguirsi di avversità meteorologiche che provocavano la distruzione dei raccolti.
Inoltre fece capolino tra la popolazione la peste, probabilmente introdotta nel 1629 dalle truppe germaniche dirette a Mantova, la quale nel 1630 aveva causato già numerose vittime, nella sola pieve di Nerviano si contarono oltre 400 vittime.
Per ricordare i morti della peste venne costruito il Lazzaretto, una cappella di origine cimiteriale, ricostruita in epoca più recente dopo un lungo periodo di abbandono.

### Il Comune di Barbaiana
Nel 1809 il governo napoleonico deliberò per la prima volta la soppressione dell'antico comune di Barbaiana. L'abitato venne tuttavia annesso a Rho, e fu solo nel 1811 che si cambiò idea unendo il paese a Lainate. In ogni caso comunque, il ritorno degli austriaci significò il ritorno all'originaria autonomia, e fu solo nel 1870 che Barbaiana e i suoi 466 abitanti divennero definitivamente parte di Lainate.

### Simboli
Il comune di Barbaiana utilizzava uno stemma:
 Riprende lo stemma del ramo comitale della famiglia Girami, che furono determinanti per la creazione del paese, con l’aggiunta di una rana, simbolo del carattere agreste del territorio.

## Infrastrutture e trasporti
Fra il 1880 e il 1966 la località disponeva di una fermata lungo la tranvia Milano-Gallarate, gestita dalla STIE.